# Первый железнодорожный мост через Обь

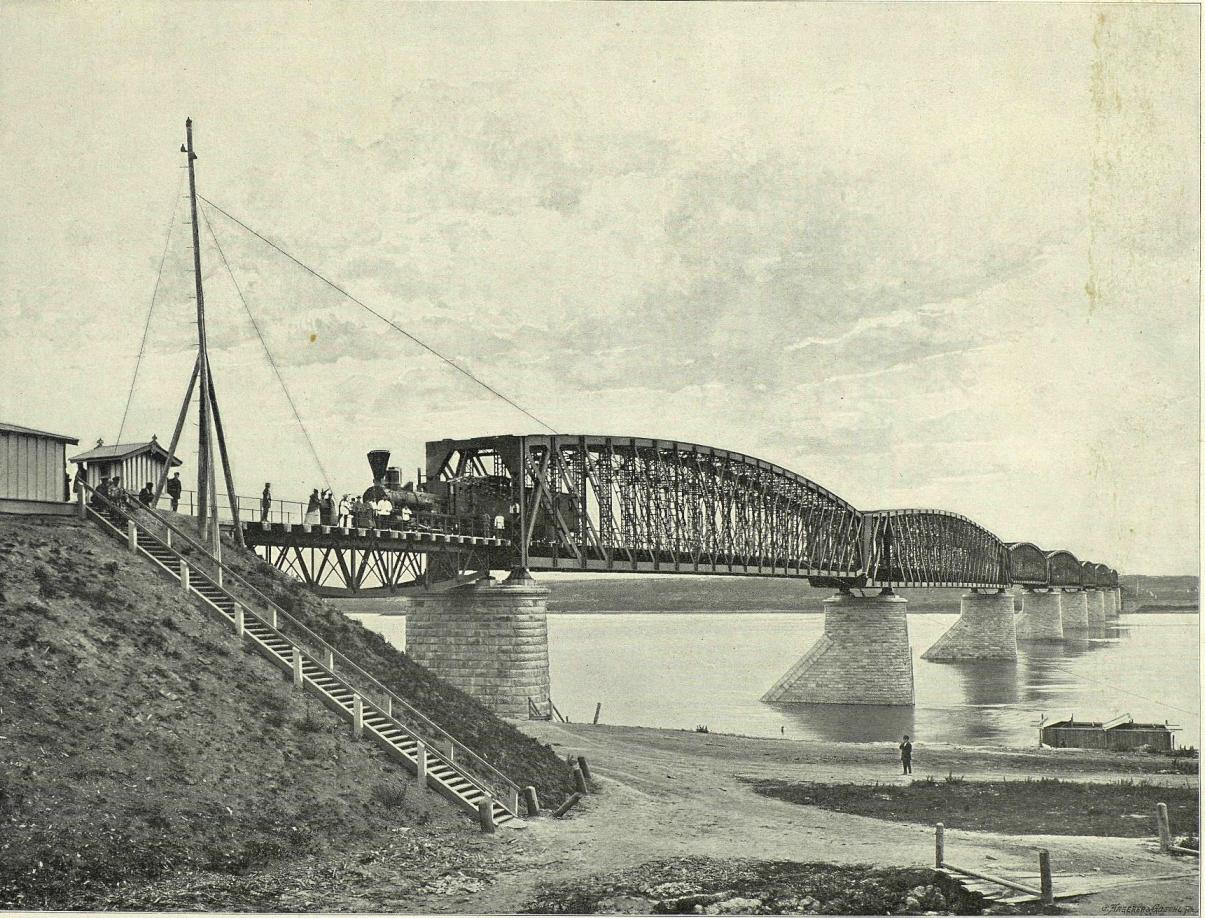
Мост через реку Обь, 1899 год

Пе́рвый железнодоро́жный мост че́рез Обь — железнодорожный мост в месте пересечения главного хода Транссибирской магистрали с Обью. Построен в 1893—1897 годах по проекту Н. А. Белелюбского.
Решение строить мост именно в этом месте — в районе села Большое Кривощёково Кривощёковской волости Томского уезда — предопределило возникновение города Новосибирска.

## Выбор места перехода через Обь
Выбор места перехода Транссибирской магистрали через Обь оказался сложной задачей. Один из вариантов, предусматривающий строительство линии через Омск, Колывань и Томск, требовал сооружения моста в месте, где Обь широко разливалась каждую весну, поэтому впоследствии было принято решение провести путь южнее Колывани на 30 километров, а на Томск проложить отдельное ответвление.
Принято считать, что работа по определению нового участка перехода через Обь была выполнена Н. Г. Гариным-Михайловским (известным не только как железнодорожный инженер, но и как писатель), который предложил единственный достаточно узкий участок с выходом скал на поверхность. Однако на этот счёт есть и другие мнения. Николай Михайловский, будучи руководителем объединённой изыскательской партии, всего лишь поддержал предложение проводившего изыскания начальника отряда этой партии, польского инженера Викентия Ивановича Роецкого (Викентий-Игнаций Роецки), и как руководитель партии написал пояснительную записку к его материалам. Сам Николай Михайловский должен был возглавлять изыскания пути в Томск и наметить створ моста через реку Томь.
Викентий Роецки, помимо изысканий в районе Колывани, исследовал также другое место, несколько южнее — у села Кривощёково. В пояснительной записке Михайловского к проекту створа моста, разработанному Роецки для этого места, указывалось, что «мост получится на 360 саженей меньше, что одно составит экономию, считая по 8 тыс. руб. погон моста, до 3 мил. руб.». Впоследствии Николай Михайловский так объяснял своё решение:

На 160-вёрстном протяжении это единственное место, где Обь, как говорят крестьяне, в трубе. Другими словами, оба берега реки и ложе скалисты здесь. И притом это самое узкое место разлива: у Колывани, где первоначально предполагалось провести линию, разлив реки 12 вёрст, а здесь 400 сажен.
В конце августа 1891 года в селе Большое Кривощёково состоялось выездное совещание, в котором приняли участие три крупных имперских чиновника: начальник Управления по сооружению железных дорог МПС К. Я. Михайловский, осуществляющий руководство строительством Западно-Сибирского участка пути, генерал В. И. Березин (будущий подрядчик) и командир изыскательского отряда Викентий-Игнаций Роецки. Они на месте рассмотрели гидрографические материалы, которые представил Роецки, и приняли окончательное решение рекомендовать линию пересечения Оби по местному броду для скота. Так было определено место под строительство первого железнодорожного моста через Обь в районе села Кривощёково.

## Строительство и первоначальная конструкция моста

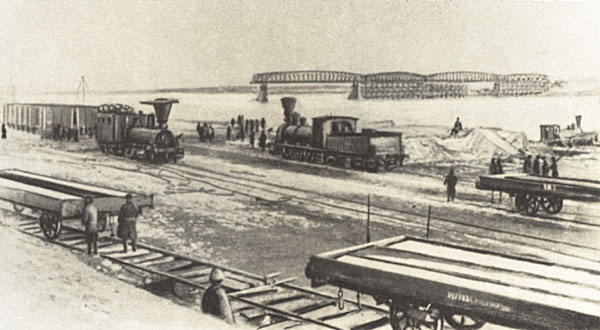
Строительство моста

Мост через Обь у села Кривощёково на 1328-й версте Западно-Сибирской железной дороги строился по проекту профессора Николая Аполлоновича Белелюбского, выдающегося инженера-строителя и учёного в области строительной механики.
Мост имеет девять пролётов. Пролёты лежат на каменных опорах из местного гранита, заложенных на гранитном ложе реки.
Н. А. Белелюбский в верхнем строении моста применил полупараболические фермы с опорной стойкой и одним криволинейным поясом, с двухраскосной системой решётки ферм. Двухраскосная система ферм, обладая высокой жёсткостью, уменьшает длину панели и облегчает вес частей моста, а присутствие опорной стойки в ферме упрощает устройство опорного узла и опорной рамы и облегчает конструирование сопряжений опорной поперечной балки с фермами. Кроме того, Н. А. Белелюбский внёс усовершенствование в конструкцию моста, заключающееся в устройстве «свободной проезжей части». Эта система стала известна в мировой практике мостостроения как «русская система».

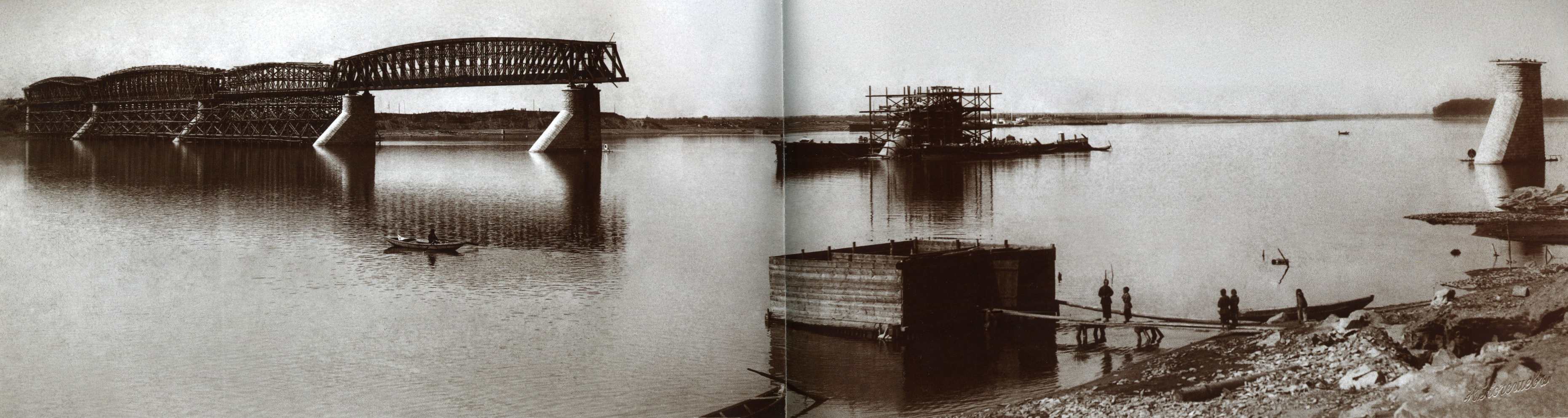
Строительство моста

Стальные конструкции мостовых ферм общим весом в 4423 тонны (270 тыс. пудов) были изготовлены на Урале, на Воткинском заводе, под руководством подрядчика инженера В. И. Березина. Наименьшее расстояние от ферм от меженного (низкого) уровня воды Оби — 17,5 м, от половодного — 9,5 м. Мост строился 4 года и стоил около 2 млн рублей. Длина моста составляла 372,50 сажень (около 795 метров), состоял из 9 пролётов. Длина I и VII пролётов — 98,84 м; II, IV и VI — 114,48 м; III и V — 113,40 м, между крайними опорами и подпорными стенками насыпи — по 21,34 м. Опоры моста каменные, установлены на гранитный скальный грунт, при этом все быки, кроме I (на правом берегу), установлены на кессонах опущенных на глубину 1,73-7,25 м от меженного уровня воды. Высота сооружённой насыпи на левом берегу — около 15 м, на правом берегу — около 10 м.
В 1896 году проведено испытание моста, по которому прошли 4 паровоза, а 31 марта 1897 года он был открыт для движения. Мост располагаясь на железнодорожной линии между станциями Кривощёково Западно-Сибирской железной дороги и Обь Средне-Сибирской железной дороги соединил последнюю с общей железнодорожной сетью страны (названия станции и дорог согласно тому периоду, не следует путать с ныне существующими).
Начальником работ по постройке моста был инженер Г. М. Будагов. Он с благодарностью вспоминал время своего сотрудничества с Н. Г. Гариным-Михайловским при строительстве дороги, моста и станции: «Деятельность нашего остроумного, талантливого человека и превосходного товарища Николая Георгиевича Михайловского… делала всю внутреннюю жизнь строителей, их работу как-то особенно красочной и приятной».

## Эксплуатация и развитие моста

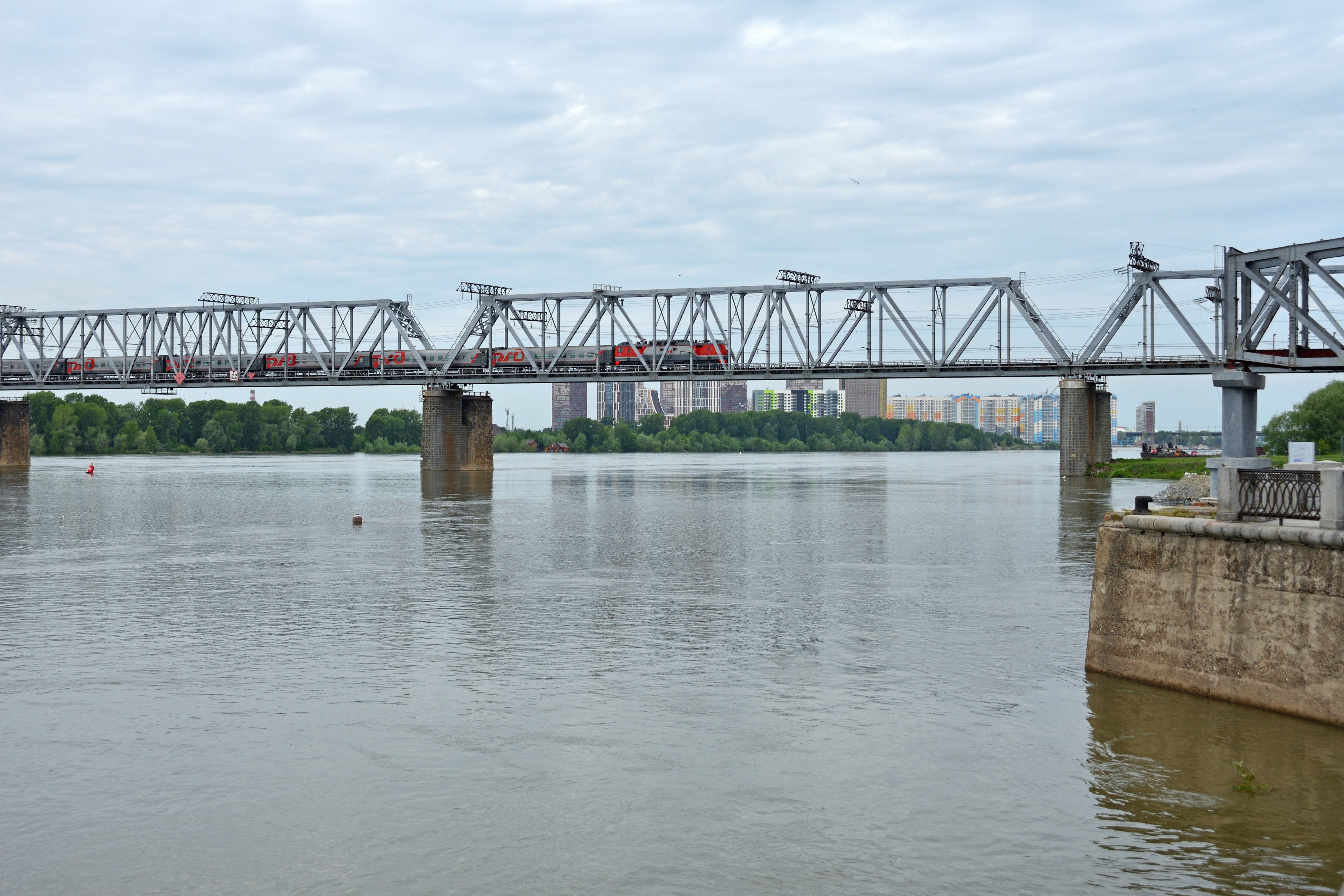
Внешний вид нового моста

В 1930-х годах, после завершения строительства двухпутного Комсомольского (КИМовского) железнодорожного моста и создания грузового обхода Новосибирска, «старый» мост потерял своё значение и стал использоваться, как правило, для пропуска пассажирских поездов, следующих через центр города.
В апреле 1984 года на опорах первого железнодорожного моста через Обь завершился монтаж вторых русловых мостовых пролётов — металлических ферм. Мостоотряд № 429 Западно-Сибирской железной дороги возвёл эти пролёты из 15,7 тыс. металлических элементов общим весом 4,5 тыс. тонн. Строительство пролётов началось в 1974 году. Для этого были намыты основания для подходов к мосту, куда уложено 78 тыс. м³ грунта, и на них построена дорога длиной более километра к левобережной опоре моста для подвоза металла, бетона и других материалов. Для проверки надёжности существующих опор ленинградские специалисты пробурили тела опор моста и скальных оснований, на которых стояли опоры старого моста. Сделан вывод о возможности строительства на тех же мостовых опорах второго пролётного строения железнодорожного моста. Министерство путей сообщения СССР решило строить новый мост с последующей разборкой пролётного строения старого, который уже не удовлетворял железнодорожным переходам через него тяжёлых поездов.

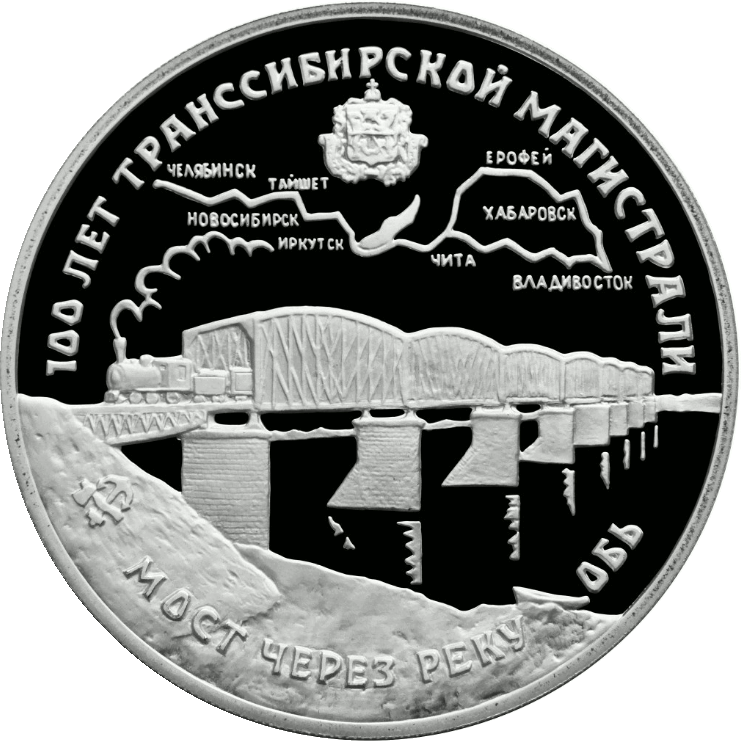
Трёхрублёвая памятная монета в честь 100-летия Транссибирской магистрали. Банк России, 1994 г.

Проект нового моста составлялся в московском институте Гипротранспуть. После пуска в эксплуатацию Новосибирской ГЭС весенние ледоходы в районе города прекратились, поэтому отпала надобность в существующих у опор («быков») старого моста ледорезах. Строители-мостовики возвели (нарастили) семь железобетонных опор на основаниях бывших ледорезов моста, соорудили две береговые опоры. Монтаж ферм пролётного строения между опорами пролётов в 100 метров провели методом навесной сборки, от опоры к опоре, при помощи кранов, проходящих по верху и внутри пролётной части ферм.
В 1991 году движение через старый железнодорожный мост прекратилось, а в 2000 году начали его демонтаж. Новый металлический мост собирали на высокопрочных болтах, позволявших быстрее вести монтаж пролётного строения. Эффективный метод сооружения моста без вспомогательных лесов, наплавных средств применён впервые в Новосибирске. По проектной смете затраты равны 8 млн руб. По своим эстетическим качествам новое пролётное строение моста, более мощное и крупное, уступает старому, который почти столетие хорошо «трудился» на великой Сибирской железнодорожной магистрали.
В настоящее время пролётные строения старого моста демонтированы, через мост снова осуществляется движение поездов по одному пути. В то же время опоры моста и насыпи на берегах сохранены, что позволяет при необходимости вновь достроить мост до двухпутного. Как музейный экспонат сохранена одна пролётная конструкция на городской набережной в парке «Городское Начало».